# Gilbert Léautier
Gilbert Léautier est un dramaturge français, né le 7 juin 1945 à Clermont-Ferrand (Puy-de-Dôme) et mort le 2 juillet 2018 à Aujac (Gard).

## Les années théâtre
C’est au contact de Roger Planchon, son voisin, et de Marcel Maréchal, son surveillant d’études, que commence la vocation des mots pour Gilbert Léautier.
Fondateur du théâtre du Béguin à Lyon, il écrit :
- La Jacassière (création à Lyon, 1967) ;
- Beguin's story (création à Lyon, 1968) ;
- Marespoir (création à Vichy, 1969), qui reçoit l’Oscar de la création par Jean Vilar.

Début des tournées internationales et des créations à l’étranger :
- Ameritume (Édimbourg, Écosse, 1970) ;
- Le Vivarium (Leverkusen, Allemagne) ;
- Tic, tac, plouf (Hammamet, Tunisie, 1971) ;
- La Mariée d'ailleurs (Francfort, Allemagne, 1972) ;
- At cœur o'clock (Paderborn, Allemagne, 1973).

Pierre Peyrou, producteur de l’émission Tremplin à Inter Variétés, ouvre les portes de la radio au jeune auteur de théâtre.
L’écriture dramatique devient écriture radiophonique : 
- Connaissez-vous Mary and Mary ? (Inter-Variété, Paris, 1972) ;
- Marespoir  (Inter-Variété, Paris, 1972) ;
- Par ennui (Inter-Variété, Paris, 1973) ;
- Voici Calypso (Inter-Variété, Paris, 1974).

Parmi les interprètes : Nathalie Baye, Catherine Alcover, Hélène Arié, Catherine Lachens, François Marthouret, etc.

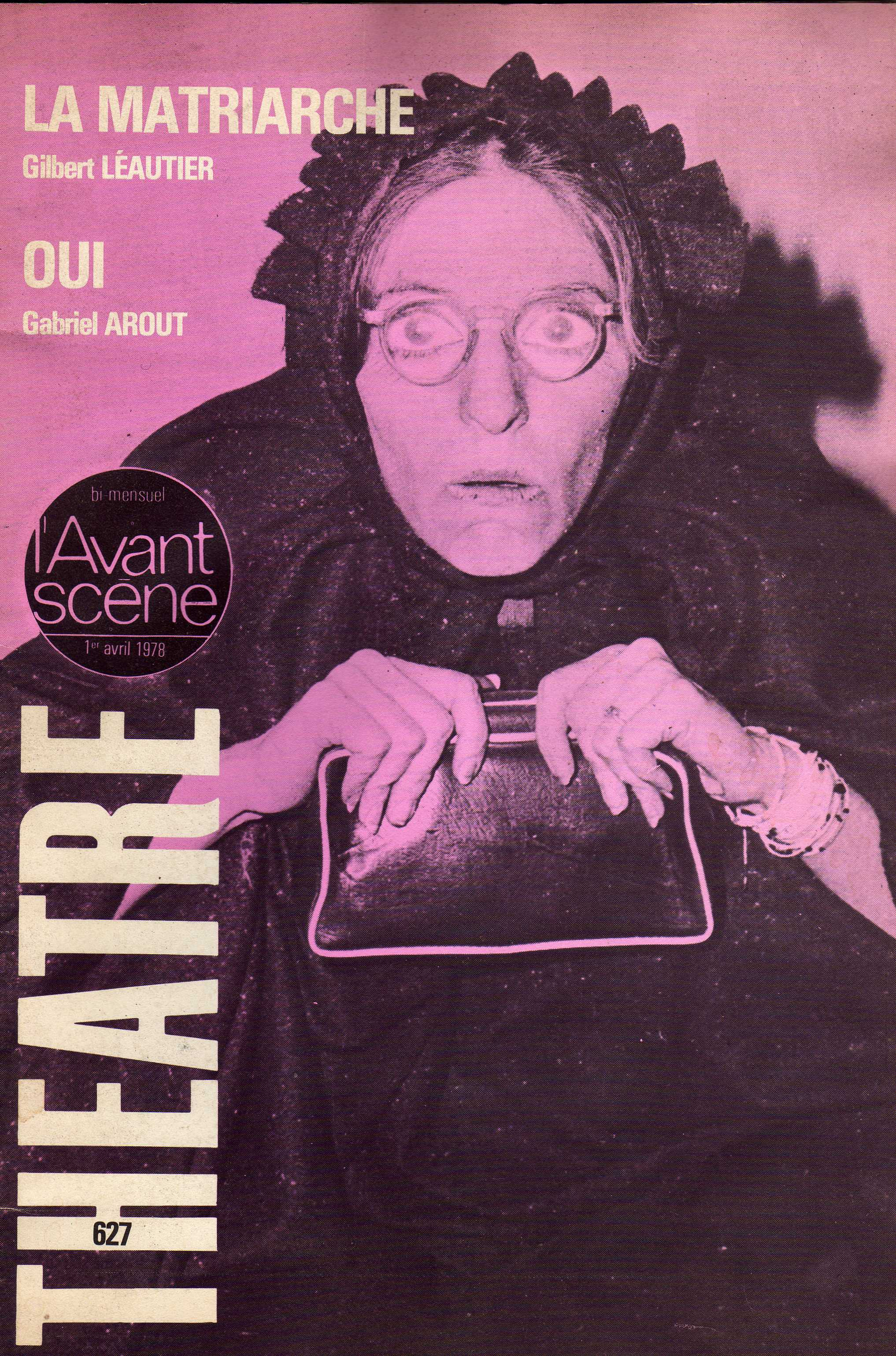
Couverture de "L'avant scène", 1er avril 1978, La Matriarche Gilbert Léautier

L’écriture dramatique se transforme en monologues, taillés sur mesure pour Pierrette Dupoyet-Léautier, comédienne :
- La Jacassière (café-théâtre Le Sélénite, Paris 1974, 1975 et 1976) ;
- La Démarieuse (création théâtre Le Palace, Paris, 1977) ;
- La Matriarche (création théâtre Campagne Première, Paris, 1978) ;
- La Foraine (création théâtre Marie Stuart, Paris, 1979).

À un changement de lieu, choix des Cévennes, correspond une séparation, rupture Dupoyet-Léautier, avec souhait d’une nouvelle écriture définitivement tournée vers la radio.
C’est pour la Radio suisse romande que Gilbert Léautier écrit :
- J'ai failli avoir sept ans (RSR, Lausanne, Suisse, 1980) ;
- Par ennui (RSR, Lausanne, Suisse, 1980) ;
- La Mort-madame (RSR, Lausanne, Suisse, 1981) qui obtiendra le premier prix de la Communauté radiophonique des programmes de langue française, avec rediffusion sur France-Culture, Radio Canada et la RTBF-Belgique ;
- Pour planter des arbres au jardin des autres (RSR, Lausanne, Suisse, 1981) ;
- Noces de sparadrap (RSR, Lausanne, Suisse, 1981) ;
- Je le jure (RSR, Lausanne, Suisse, 1981) ;
- Les Repas du vent (RSR, Lausanne, Suisse, 1982) ;
- Reconnaissez-vous Mary and Mary ? (RSR, Lausanne, Suisse, 1982) ;
- Le Huitième Jour de Dieu (RSR, Lausanne, Suisse, 1982) ;
- Parole perdue (RSR, Lausanne, Suisse, 1983) qui obtiendra, à nouveau, le premier prix de la Communauté radiophonique des programmes de langue française, avec rediffusion sur France-Culture, Radio Canada et la RTBF-Belgique ;
- Le Jour du tatou (RSR, Lausanne, Suisse, 1984) ;
- Le Nouveau Jeu de l'hymen (RSR, Lausanne, Suisse, 1986).

Parmi tous ces textes, plusieurs ont été traduits et radio-diffusés à l’étranger : BBC, Angleterre, RAI, Italie, NCRV, Hollande, ORF, Autriche, Suddeutscher Rundfunk, Radio Zurich, Radio Bâle, Radio Canada, Radio Irlandaise, Radio Portugal, Radio Nouméa, Radio Tunis, Rundfunk der DDR, Radio South Africa.
Pour l’ensemble de cette œuvre radiophonique, Gilbert Léautier reçoit en 1986 le prix radio de la SACD, remis par Henri Kubnick. À ses côtés, Emmanuelle Béart pour le prix théâtre, Alain Resnais pour le prix cinéma et Dominique Bagouet pour le prix danse.

## Littérature pour la jeunesse
En 1988, avec Le Lutin aux rubans (éditions Ipomée, Albin-Michel, illustrations Jacek Przybyszewski), Gilbert Léautier obtient la "Mention" Premio Grafico Fiera di Bologna per la Giuventù de la Foire du livre de jeunesse de Bologne (Italie). 
Texte radiodiffusé sur France-Culture (1987) et à la Radio-Suisse-Romande (1988). Création à Paris au Théâtre Guichet-Montparnasse (1988).
Il intervient comme conteur, dirige des ateliers d’écriture et collabore avec l’Association française de lecture.

## Actualités
De 1991 jusqu'à aujourd'hui, Gilbert Léautier se consacre à la rénovation et à la promotion du château du Cheylard d’Aujac en Cévennes.
En 2007, la proposition de Yann Cruvellier, fondateur des éditions Alcide à Nîmes, de rééditer Pour planter des arbres au jardin des autres, recueil de portraits cévenols, remet en question le silence de l’auteur.
Cette réédition (juillet 2007), entraîne la naissance de deux nouveaux ouvrages de portraits cévenols : Pouvez-vous prouver que vous n'êtes pas un escargot ? (éditions Alcide, Nîmes, avril 2008), Le repaire  du dernier cévenol (éditions Alcide, Nîmes, mai 2010) et d'une nouvelle : La mort Madame (édition Alcide, Nîmes, mai 2011).
En 2008, au festival d'Aigues-Mortes (30), Jean-Claude Drouot créé un spectacle intitulé Portraits Cévenols regroupant des textes de Pour planter des arbres au jardin des autres et Pouvez-vous prouver que vous n'êtes pas un escargot ?. 
En 2010, Les Portraits Cévenols sont joués au festival d'Avignon,, au théâtre des Carmes-André Benedetto. 
Depuis, Jean-Claude Drouot donne ce spectacle partout en France et à l'étranger où il trouve toujours le même accueil chaleureux,,,,,,.

## Œuvres
- La Jacassière, L’Avant-Scène, Paris, 1976.
- La Démarieuse, L’Avant-Scène, Paris, 1977.
- La Matriarche, L’Avant-Scène, Paris, 1978.
- La Foraine, L’Avant-Scène, Paris, 1979.
- Pour planter des arbres au jardin des autres, éditions Éliane Vernay, Genève, 1982 ; réédition Alcide, Nîmes, 2007.
- Parole perdue, coédition Éliane Vernay, Genève et Max Chaleil, Montpellier, 1983.
- Le Lutin aux rubans, Ipomée, Moulins, 1987 ; Actes-Sud-Papiers, 1988.
- Visages et Terre des Cévennes, Didier Richard, 1990.
- Pour planter des arbres au jardin des autres, Alcide, Nîmes, 2007
- Pouvez-vous prouver que vous n’êtes pas un escargot ?, Alcide, Nîmes, 2008.
- Le repaire du dernier cévenol, Alcide, Nîmes, 2010
- La mort madame, Alcide, Nîmes, 2011

Au théâtre, 16 textes traduits et joués dans 23 pays.
À la radio, 40 textes traduits et diffusés par 18 radios.

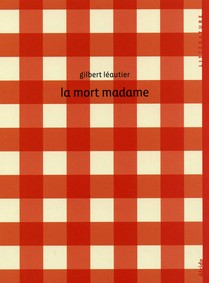
La mort madame, nouvelle
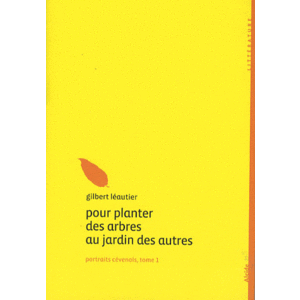
Pour planter des arbres au jardin des autres, Portraits cévenols TOME 1
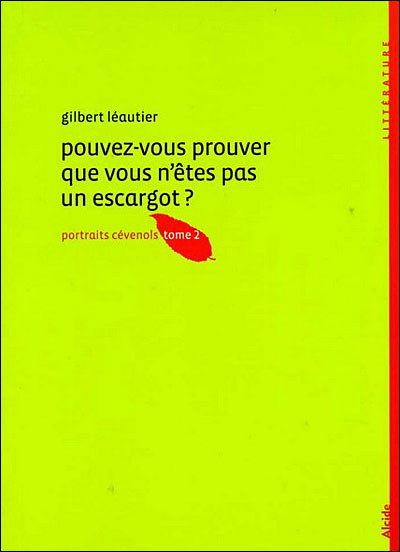
Pouvez-vous prouver que vous n'êtes pas un escargot?, Portraits cévenols TOME 2
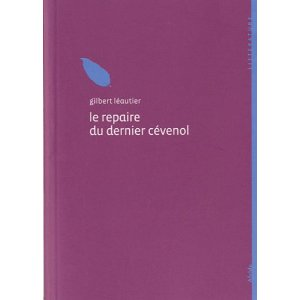
Le repaire du dernier cévenol, Portraits cévenols TOME 3

## Dessins et caricatures

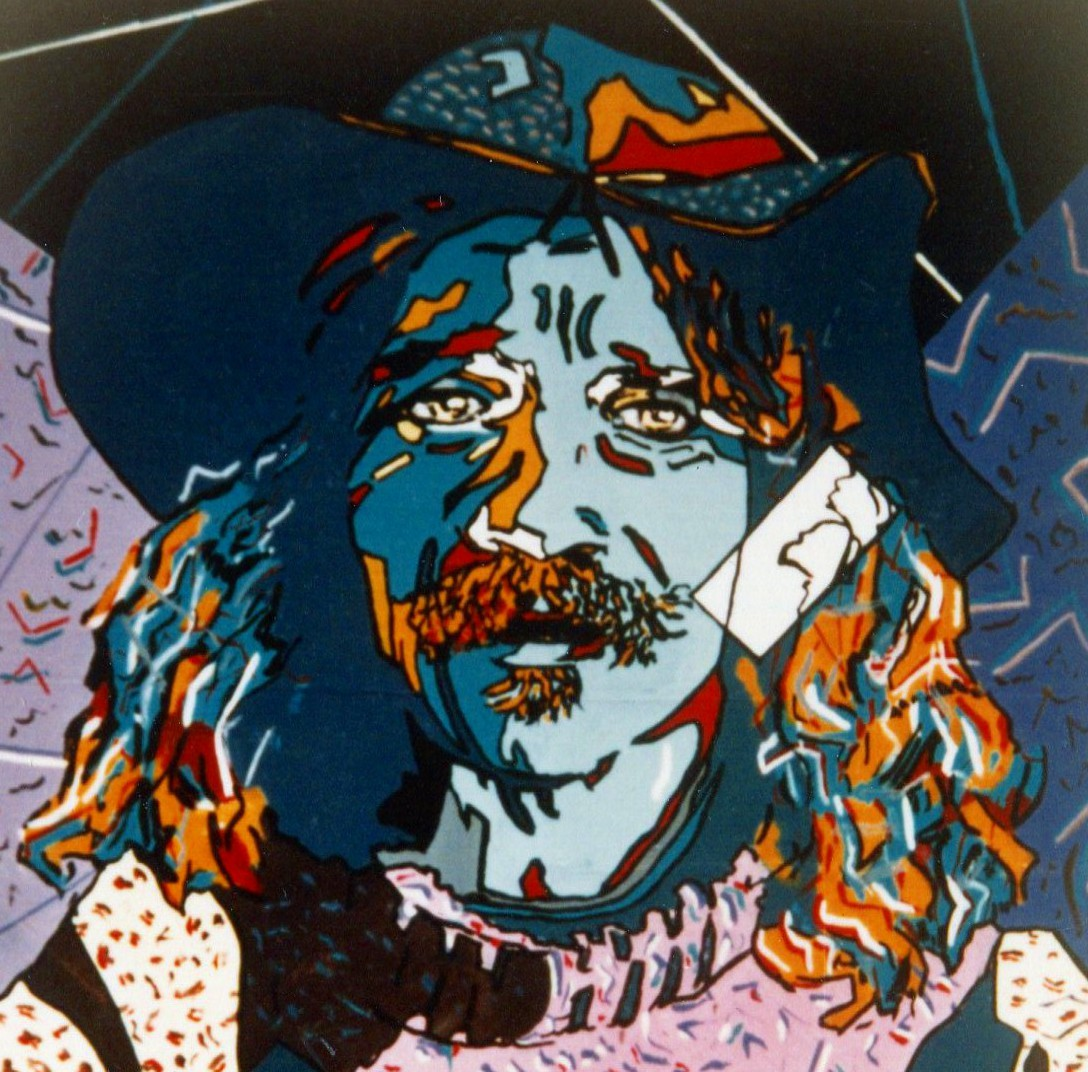
Portrait de Gilbert Léautier, par Daniel Sygit
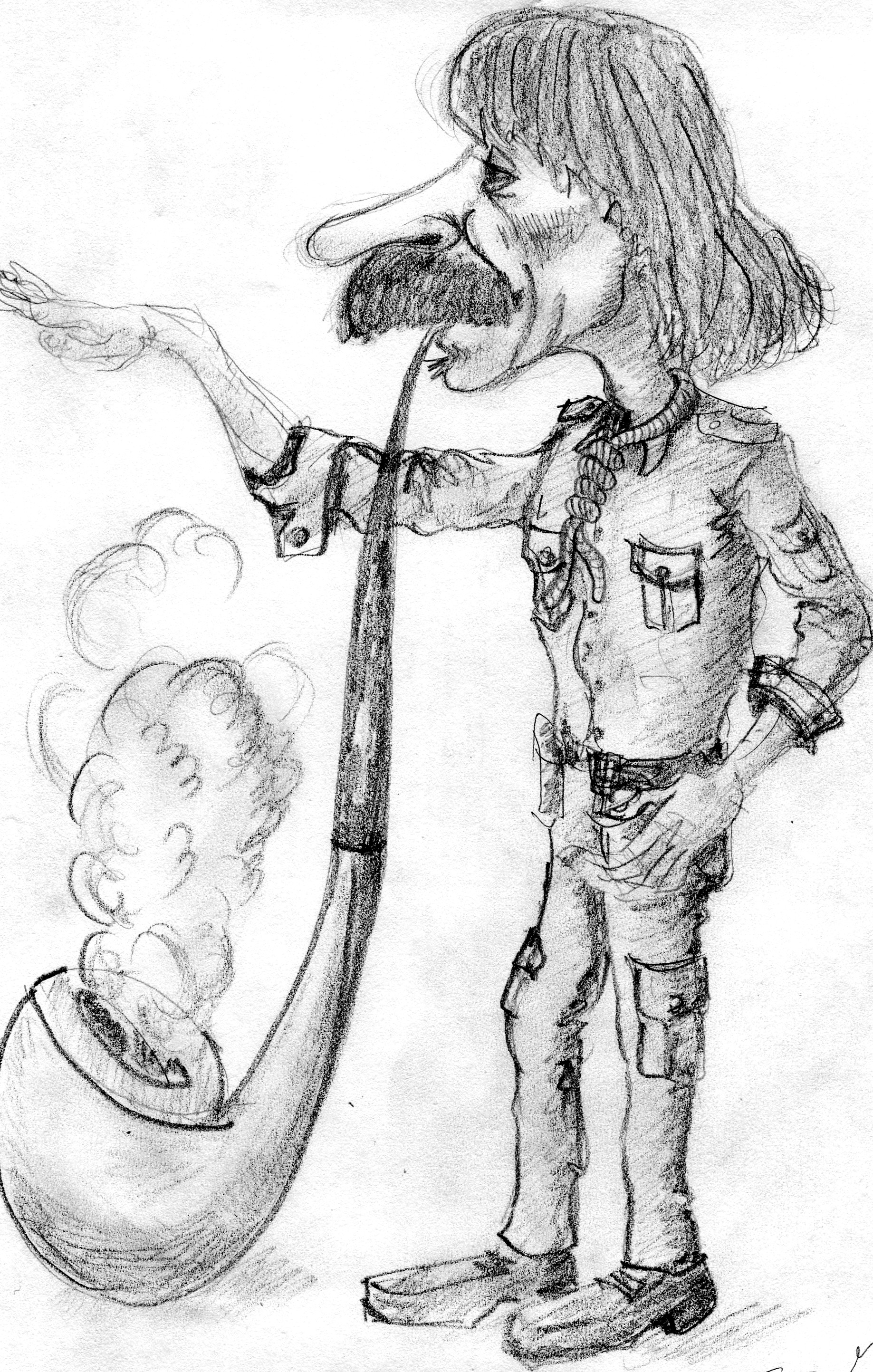
Portrait de Gilbert Léautier
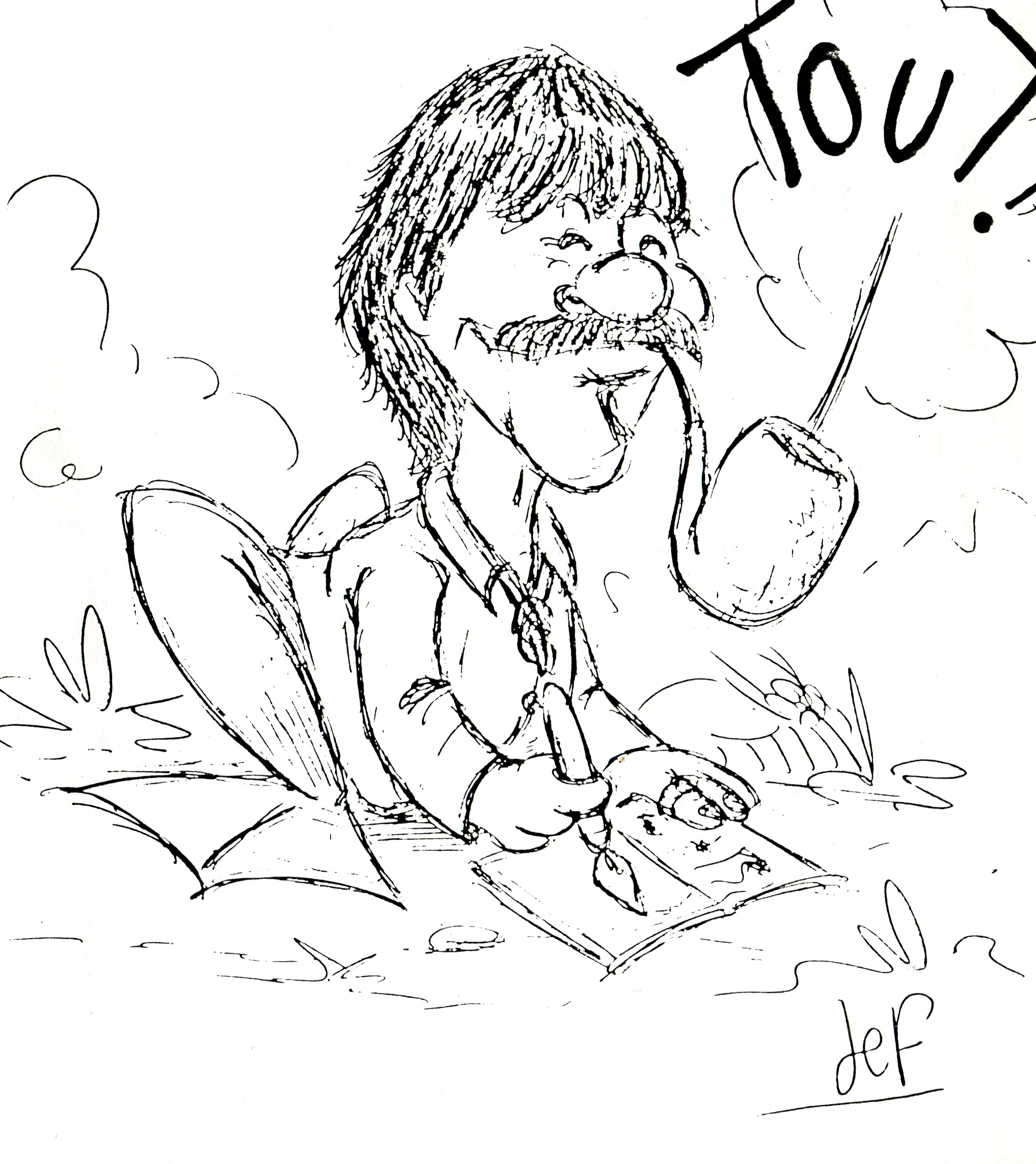
Portrait de Gilbert Léautier, par JEF